# Kostel Panny Marie Utěšitelky (Karlovy Vary-Dalovice)
Kostel Panny Marie Utěšitelky (také uváděn jako kostel Panny Marie Těšitelky) leží v jižní části obce Dalovice, místní části Karlových Varů. Byl postaven roku 1929 v pseudorománském stylu podle plánů architekta Karla Ernstbergera.
Byl prohlášen kulturní památkou, památkově chráněn je od 16. dubna 2002.

## Historie
Z peněžních sbírek občanů Dalovic byla v roce 1898 ve svahu nad Vitickým potokem postavena stavitelem J. A. Schöberlem pseudorománská obecní kaple Panny Marie Utěšitelky. Sloužila věřícím z území Dalovic, Všeborovic a Vysoké, a její velikost přestala být postupem času dostačující. Dne 27. září 1925 tehdejší kněz Paul Fritz oznámil svůj záměr postavit nový kostel.
Plány vypracoval architekt Karl Ernstberger, žák slavné školy Otto Wagnera z Vídně, jeden z nejvýznamnějších architektů působících v Karlových Varech. Kostel byl postaven v roce 1929 a jeho součástí se stala i část původní obecní kaple. Stavba začala 1. července 1929, stavební práce prováděla firma Josef Götzl a Much z Dalovic a betonářská firma Burda a Fuchs z Karlových Varů. Vysvěcení kostela proběhlo 17. listopadu 1929.
Koncem 70. let 20. století byl kostel uzavřen a postupně chátral. V 90. letech, zásluhou místních občanů i německých rodáků, prošel celkovou rekonstrukcí.
Do roku 2015 byl filiálním kostelem římskokatolické církve, připadal plzeňské diecézi, farnosti Karlovy Vary-Stará Role. Od listopadu 2015 je ve vlastnictví obce (Karlovarský kraj, Obec Dalovice).

## Popis
Jedná se o jednolodní chrám s apsidou na vyvýšeném pahorku na jihovýchodní straně nad Vitickým potokem. Přístupný je po dvouramenném schodišti přes půlkruhovou terasu s balustrádou. Mezi hlavní lodí a kruchtou, která je pozůstatkem původní obecní kaple, je hranolová věž. Ta sestává ze dvou částí, ze spodní robustní kvadratické věže a horní subtilní části propojené ve obou podlažích do všech čtyř stran trojicí arkád. Nad vstupním průčelím pod sedlovou střechou je sanktusník s datací 1898. V horní části věže je patrová zvonice s ochozem s kovaným zábradlím. Věž je zakončena osmibokou jehlancovou střechou. Okna lodi jsou obdélná zakončena půlkruhově, sakristie má okno trojdílné čtvercové. Boční štíty lodě mají též okna kruhová. Na fasádě jsou nárožní liseny. Střechy jsou sedlové, kryty pálenou krytinou.

## Galerie

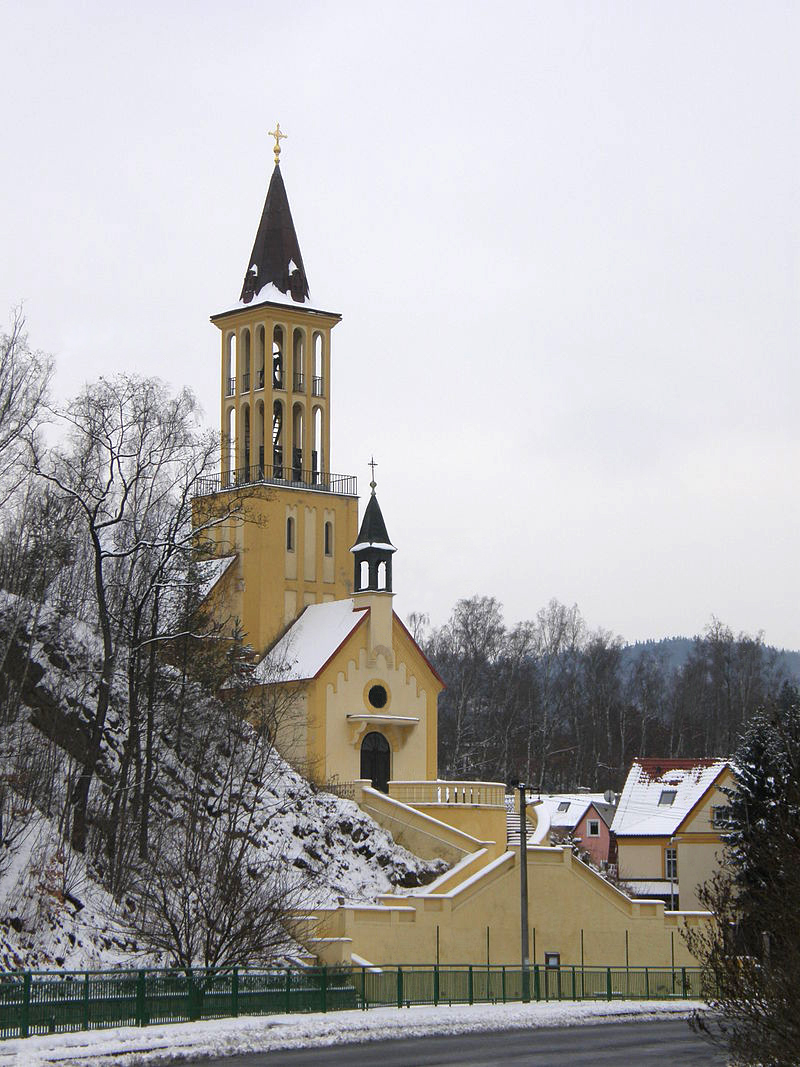
Pohled ze silnice, březen 2013
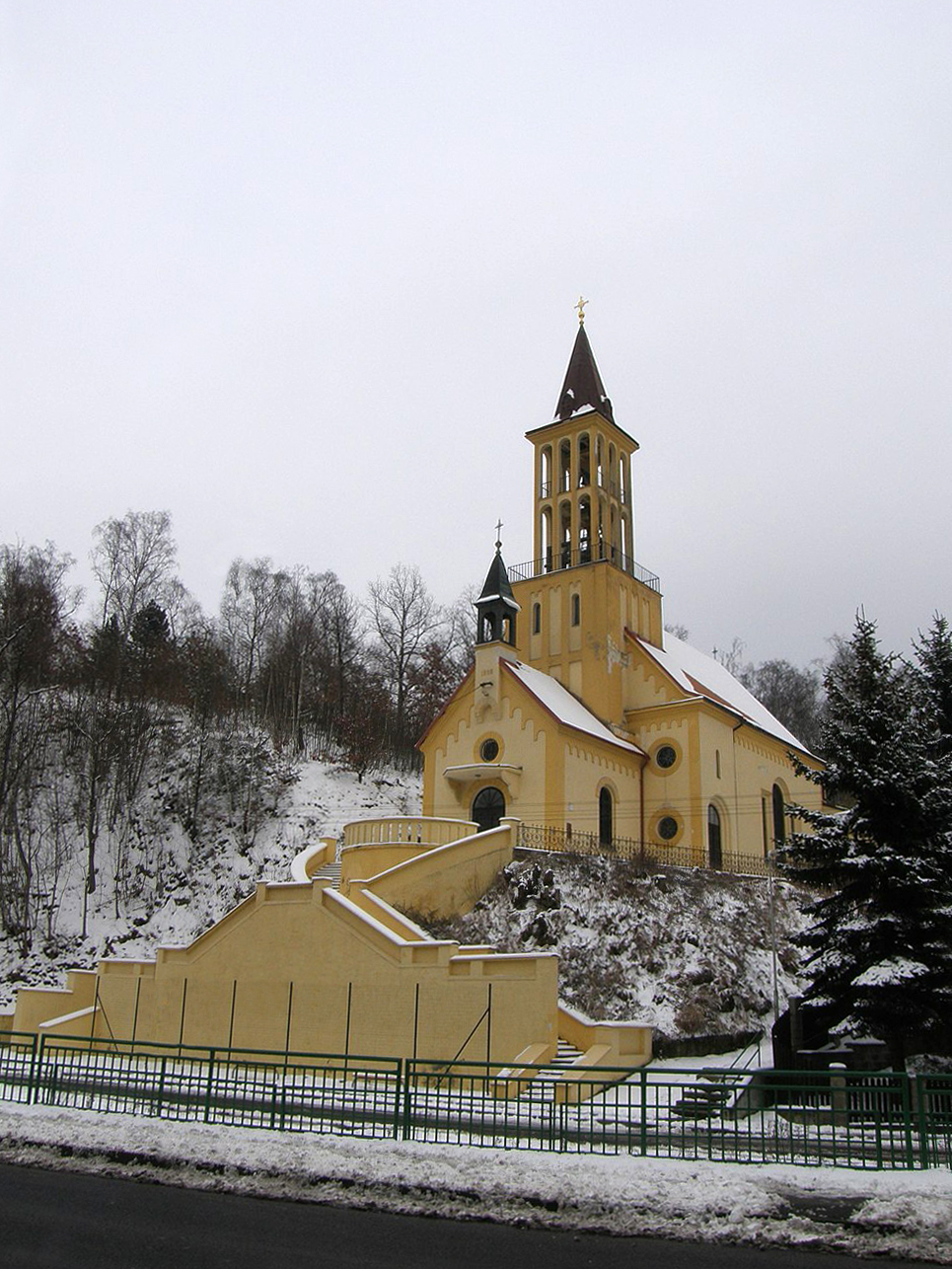
Pohled ze silnice, březen 2013
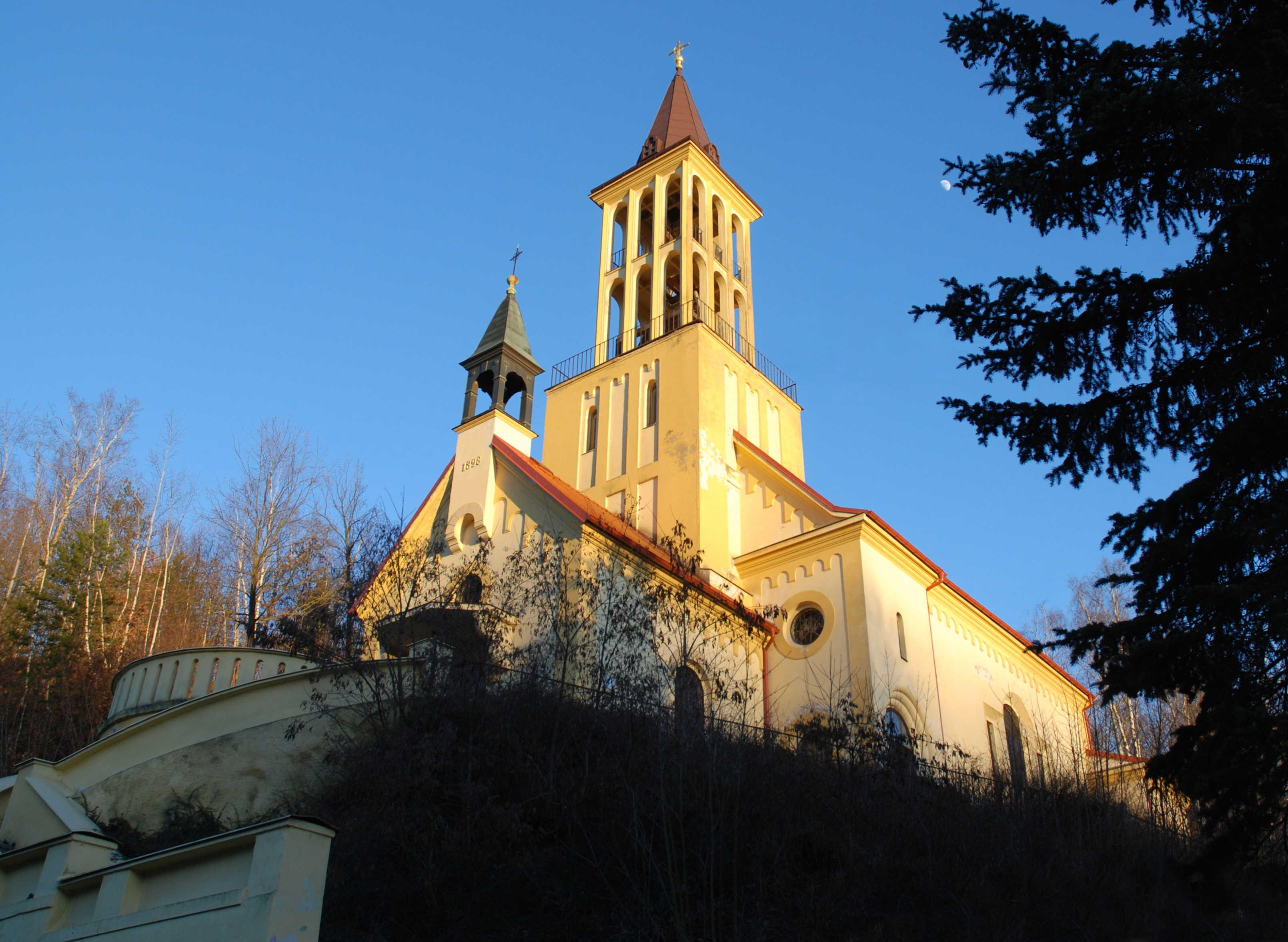
Pohled od západu, únor 2019
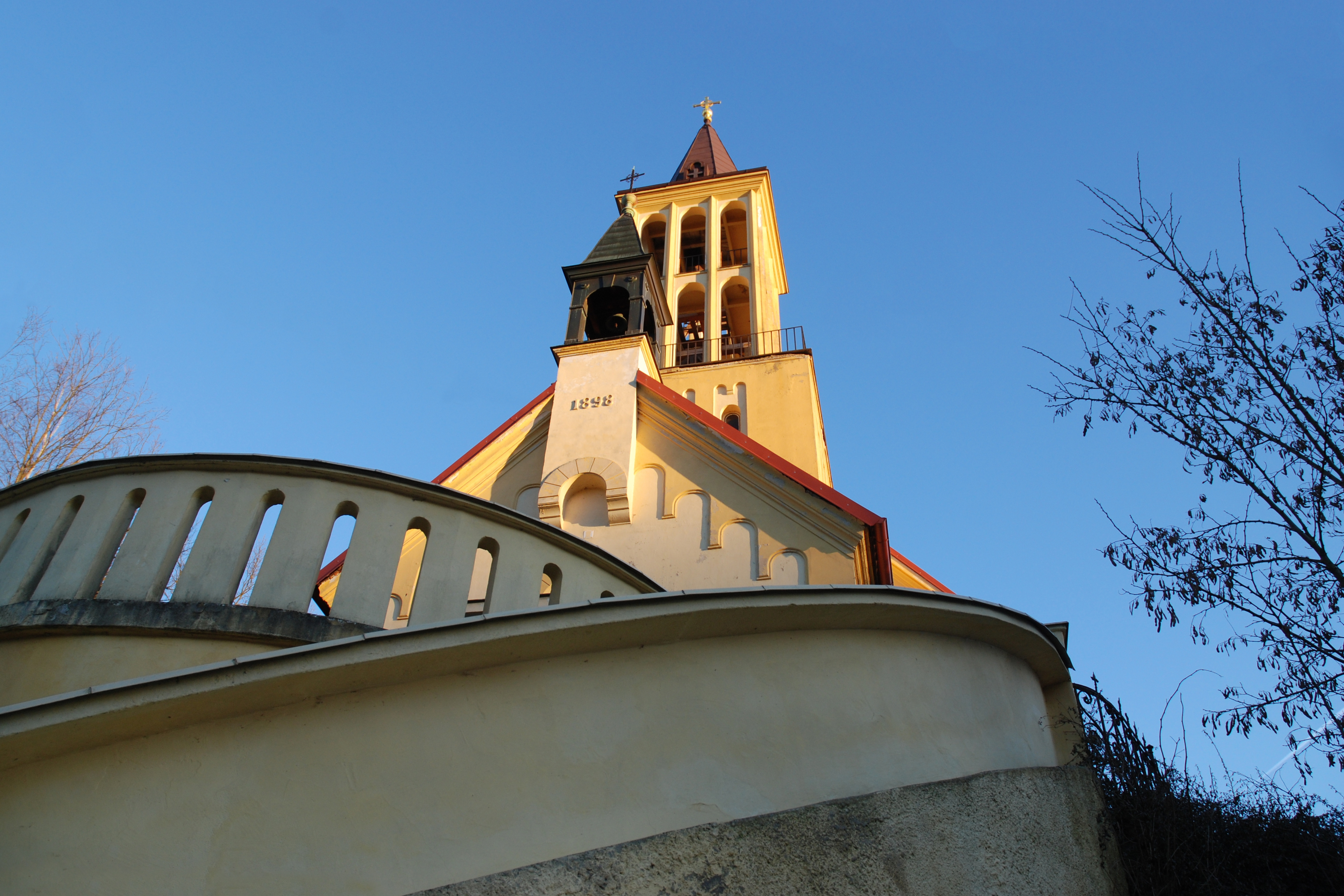
Pohled přes balustrádu, únor 2019
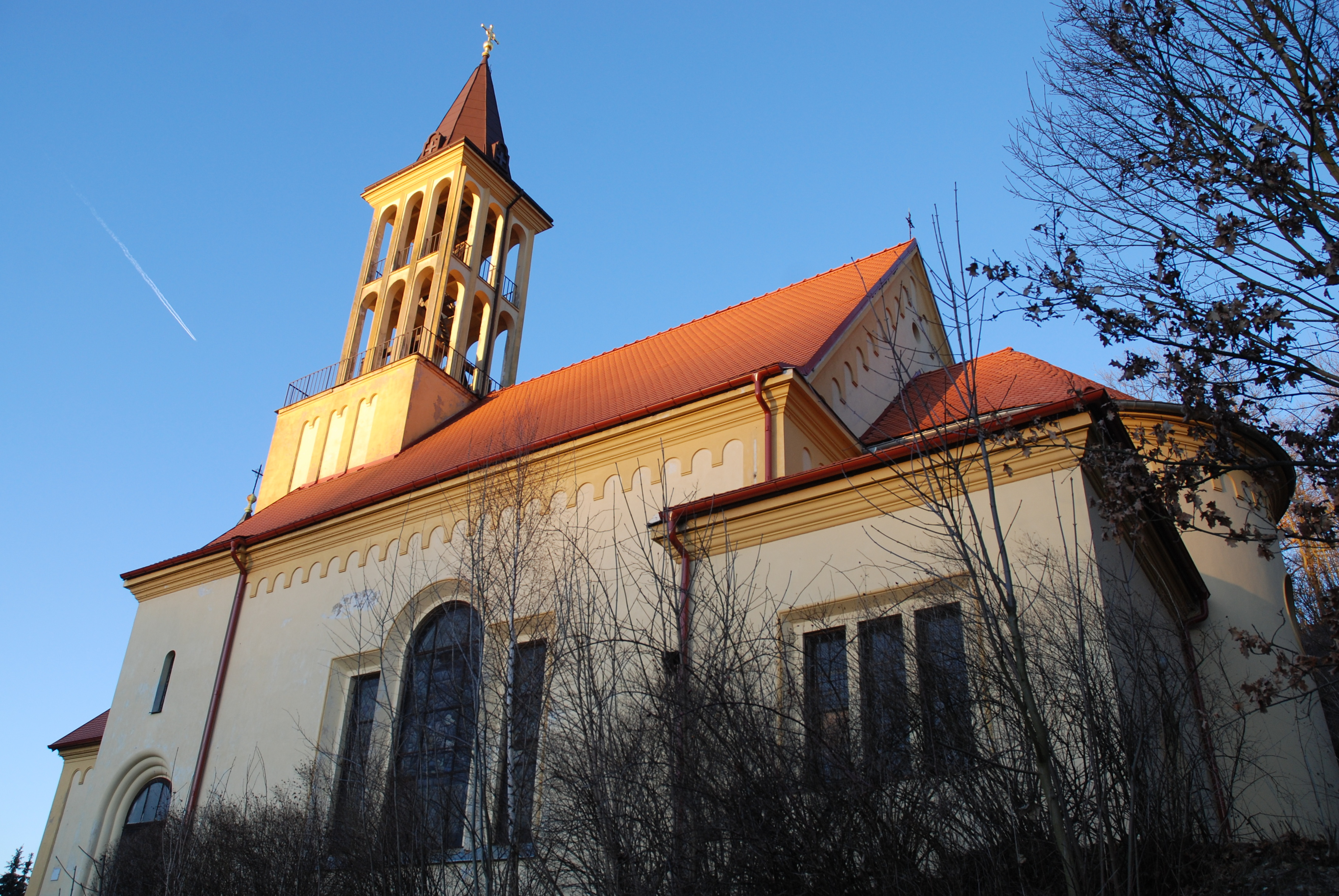
Pohled od jihozápadu, únor 2019
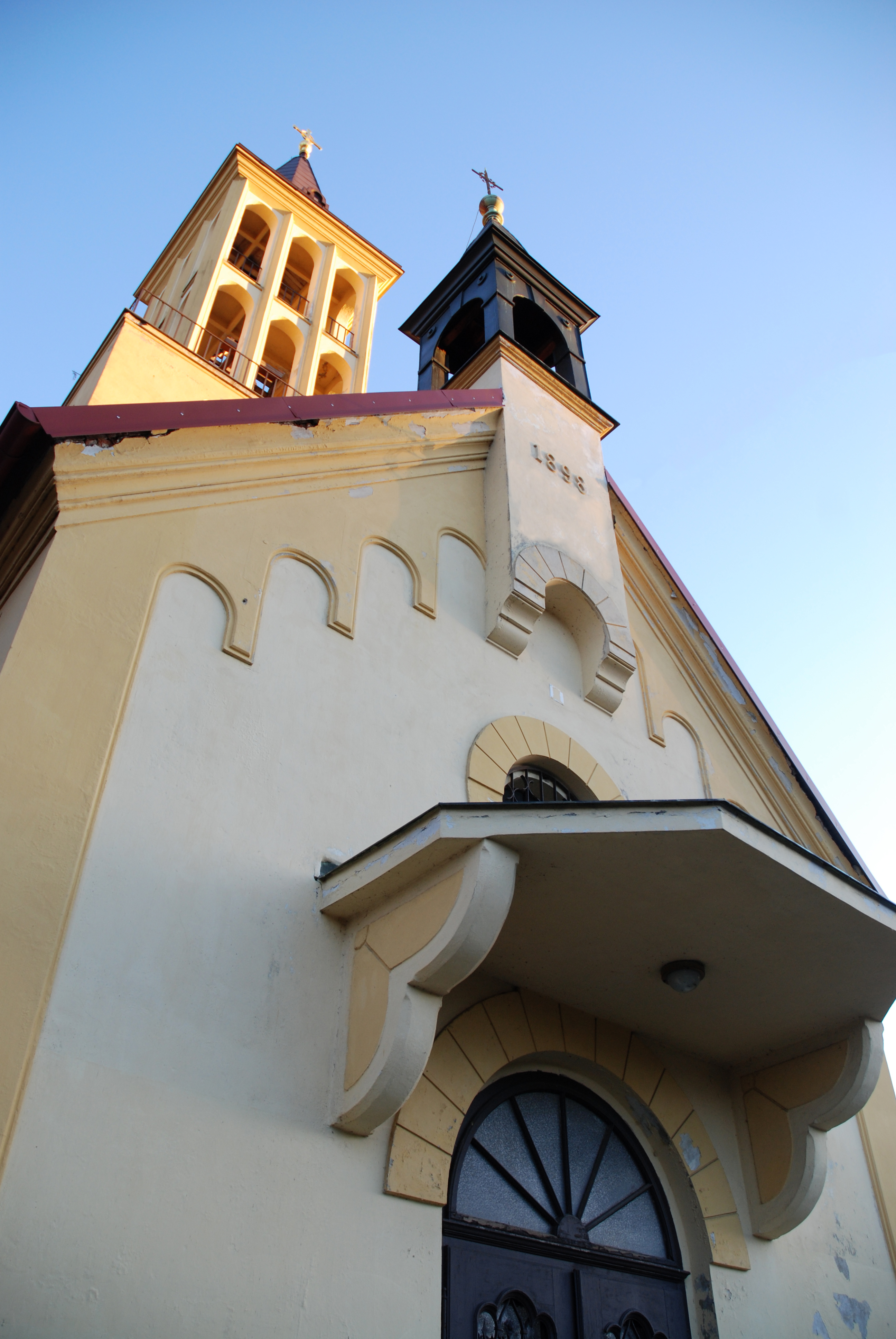
Detail průčelí původní obecní kaple, únor 2019
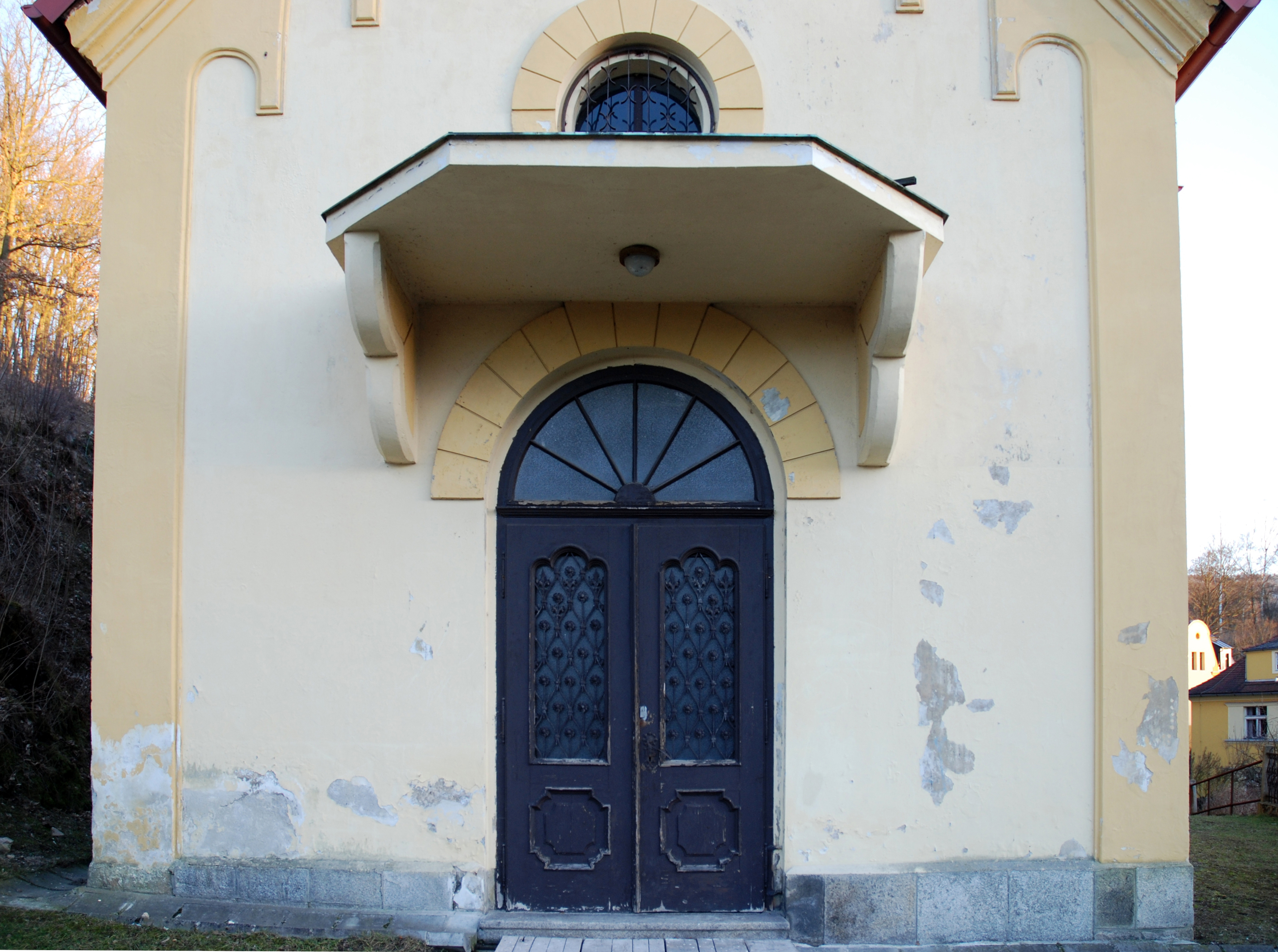
Detail vstupu přes původní obecní kapli, únor 2019
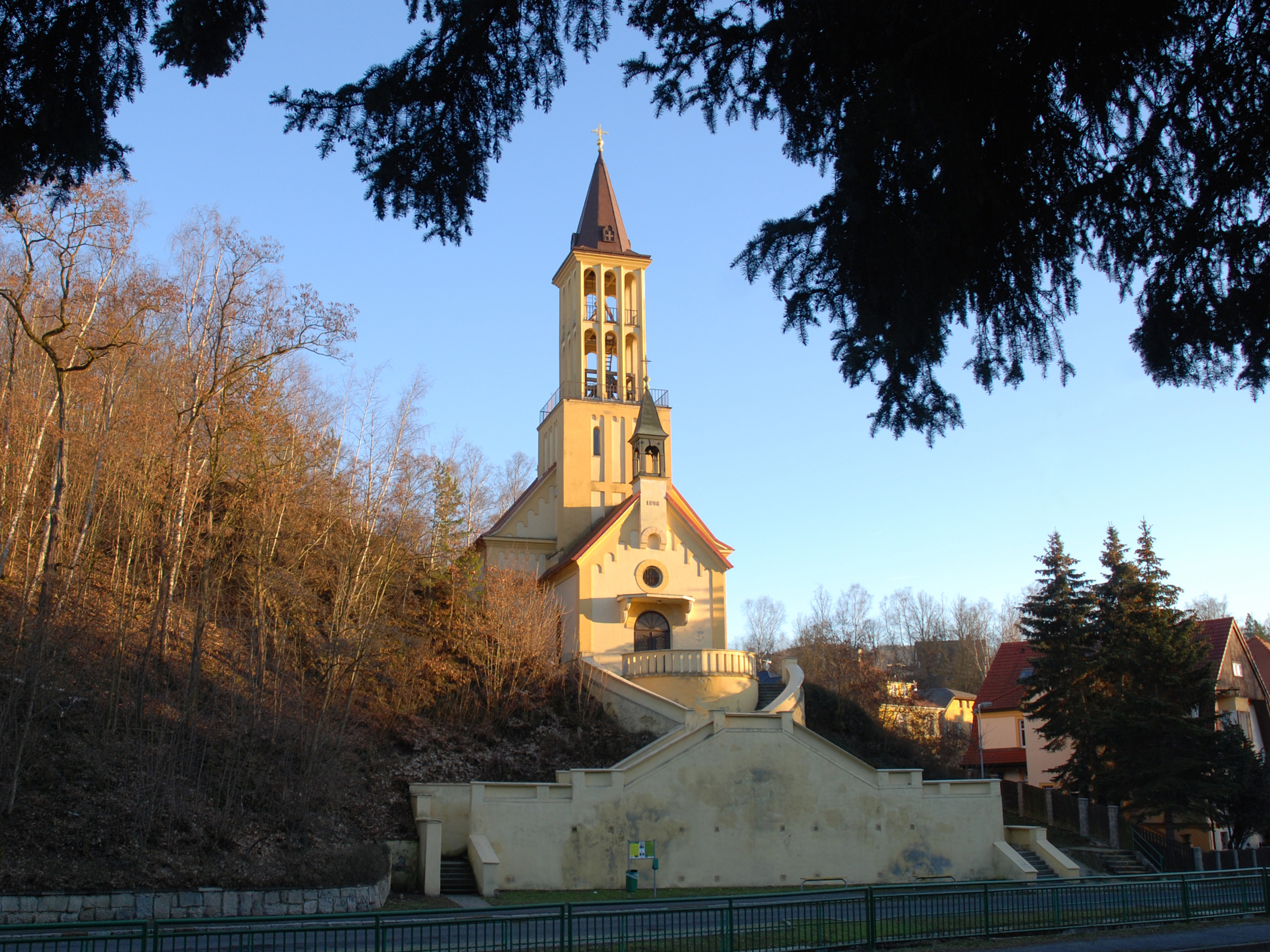
Pohled ze silnice, únor 2019
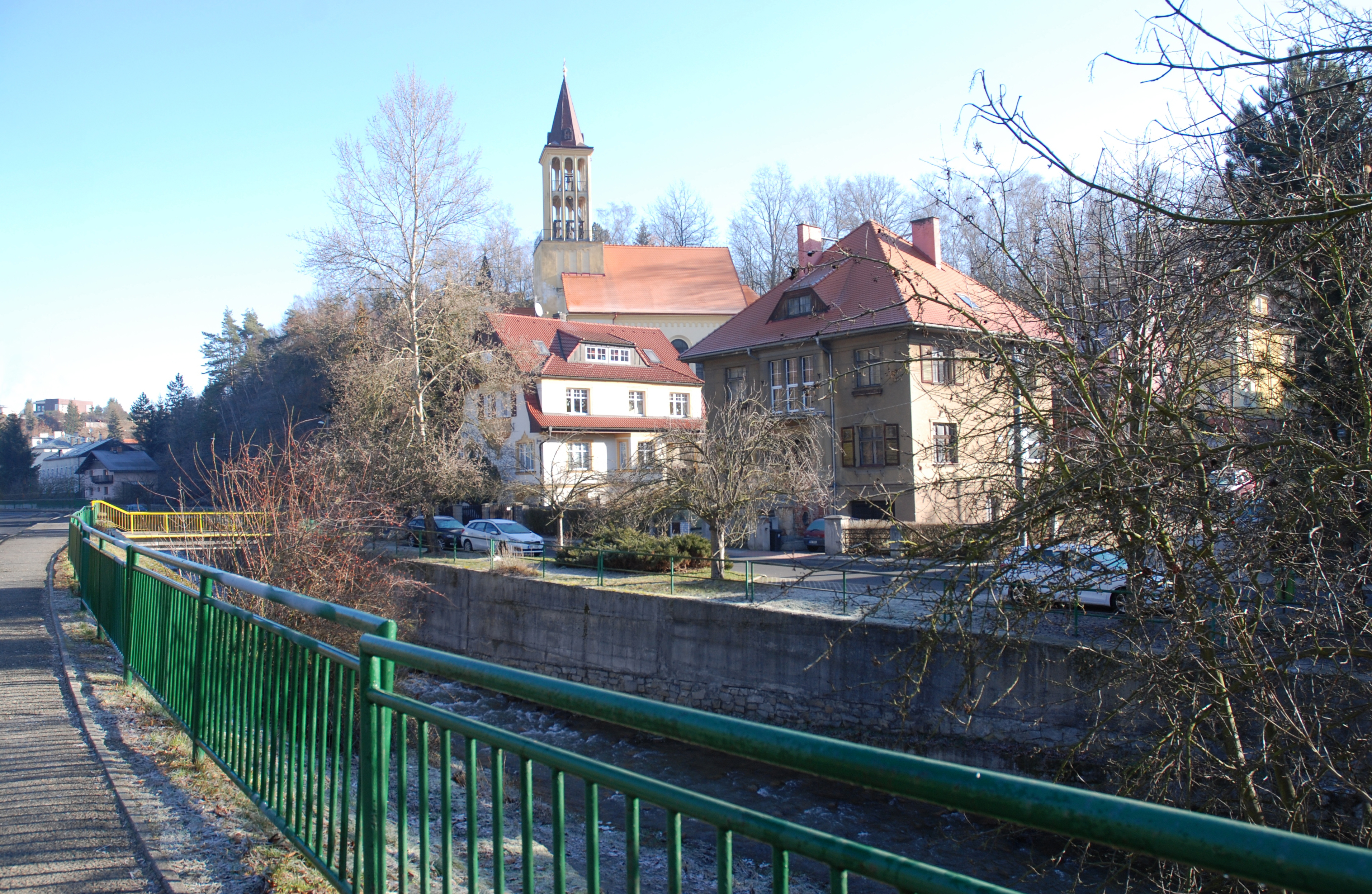
Pohled od hlavní silnice přes Vitický potok, únor 2019
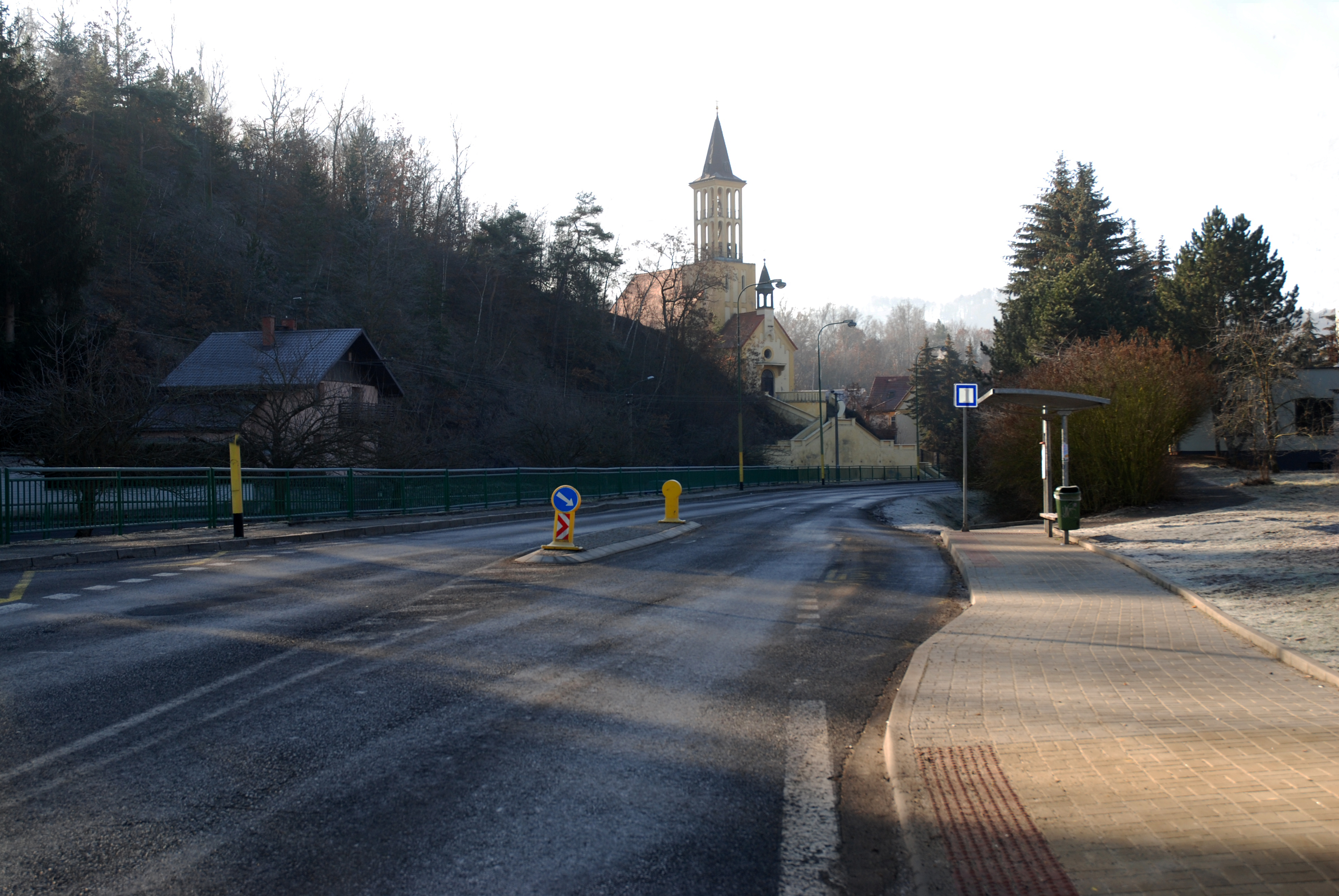
Pohled od hlavní silnice, únor 2019
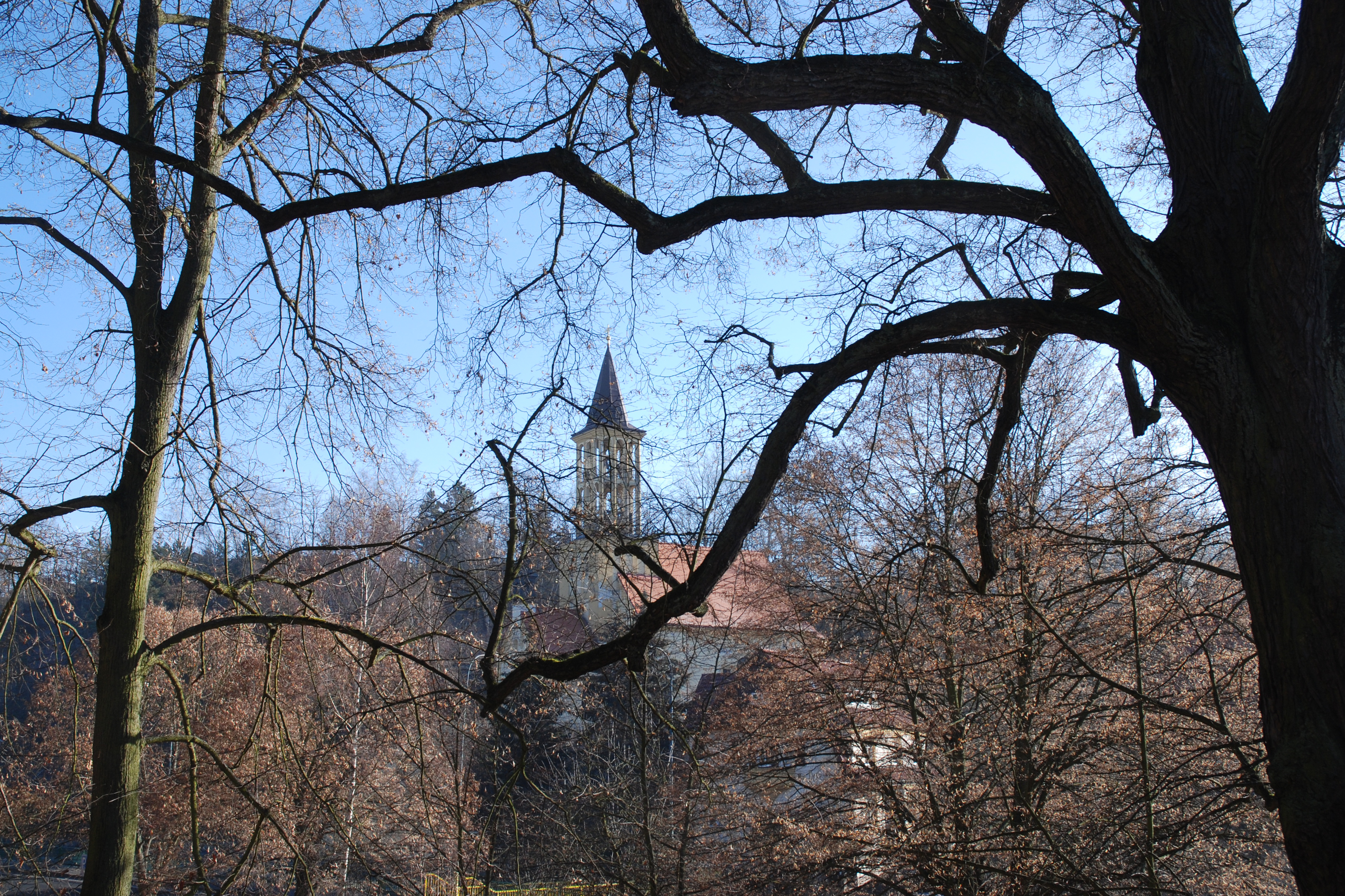
Pohled ze zámeckého parku, únor 2019